# Альтфраунгофен
Альтфраунгофен (нім. Altfraunhofen) — громада в Німеччині, знаходиться в землі Баварія. Підпорядковується адміністративному округу Нижня Баварія. Входить до складу району Ландсгут. Центр об'єднання громад Альтфраунгофен.
Площа — 24,28 км2. Населення становить 2463 ос. (станом на 31 грудня 2020).

## Галерея

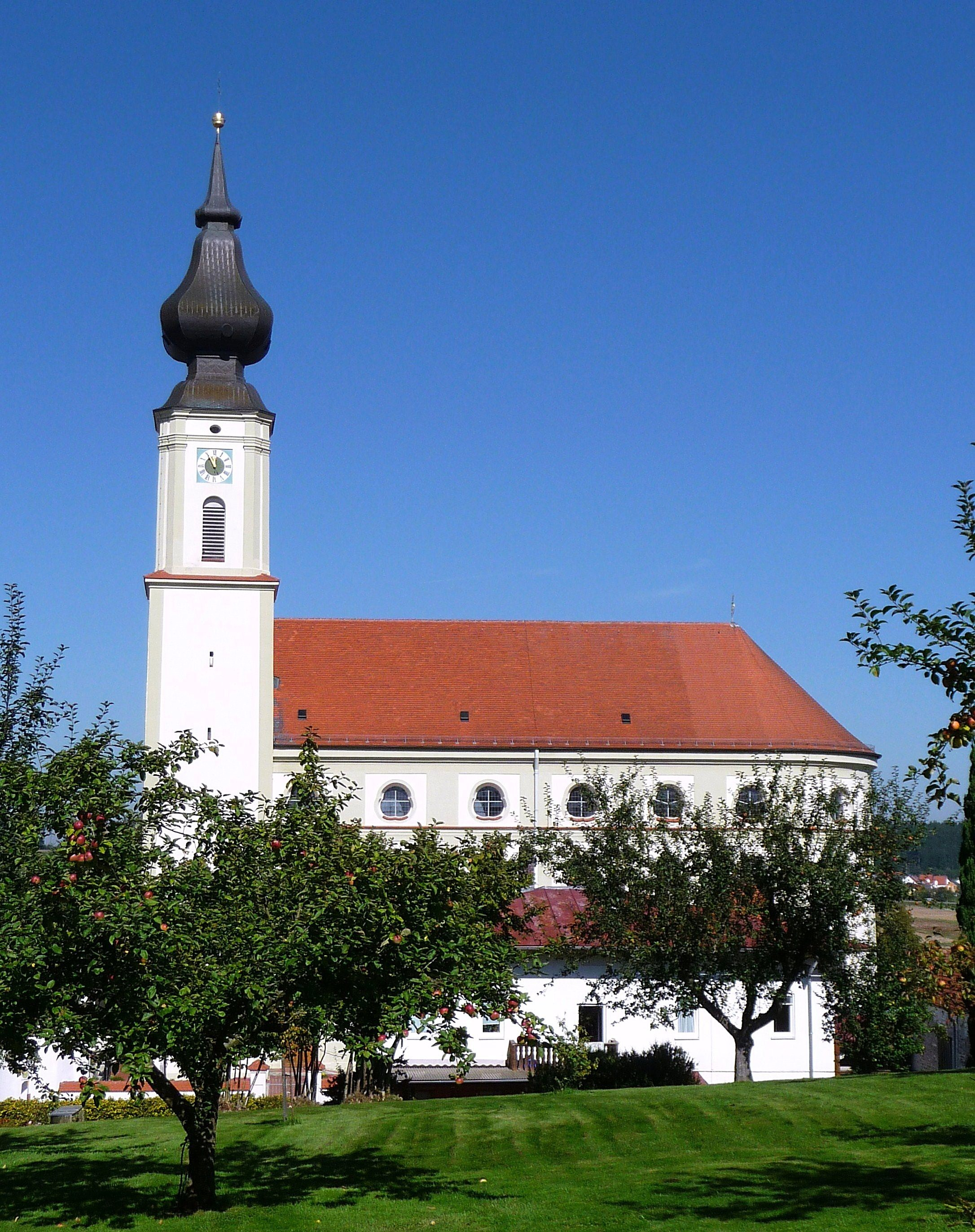